# Tinghøj
Tinghøj is een plaats in de Deense regio Zuid-Denemarken. De plaats ligt in de gemeente Varde en maakt deel uit van de parochie Varde. Tinghøj heeft goed 200 inwoners.